# Oleg Jlevniuk

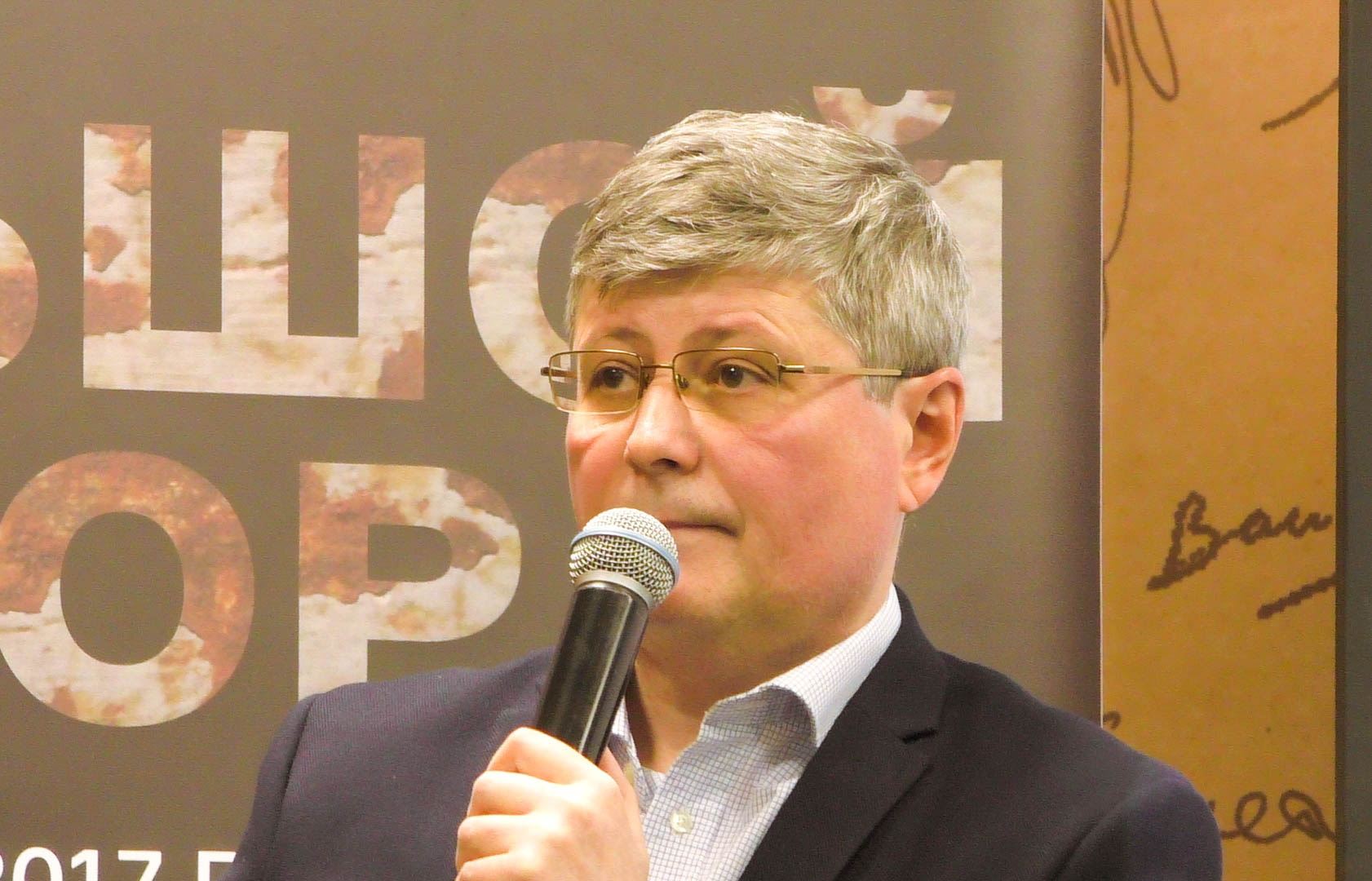

Oleg Vitálievich Jlevniuk (en ruso: Оле́г Вита́льевич Хлевню́к; Vínnitsa, 7 de julio de 1959) es un historiador ruso, especialista de la historia política de la URSS. En 2015, es investigador en los Archivos de Estado de la Federación de Rusia.

## Biografía
En su libro El Círculo del Kremlin, Oleg Jlevniuk describe como a lo largo de los años 1930 se refuerza de forma continua el poder personal de Stalin en detrimento del Politburó como organismo de dirección colegial. La hiperconcentración de las decisiones alcanza su apogeo después de las Grandes Purgas. La voluntad de control ilustrada por las purgas del periodo estalinista muestra la tensión entre dos lógicas: «la de las administraciones que privilegian las lógicas de profesionalismo, de competencia y de autonomía; y las del clan fundamentadas sobre las fidelidades, las clientelas y la sumisión total al jefe, el Vozhd».
Al estudiar las élites regionales de Stalin y Leonid Brézhnev, Oleg Jlevniuk describe un fenómeno inverso en el que la autoridad de los dirigentes locales se va reforzando hasta constituirse en poderes autónomos que el poder central ha de tomar en cuenta. La causa de esa evolución es el enraizamiento local de las carreras, reforzado por las concesiones acordadas por Jrushchov y Brézhnev a esas élites locales cuyo apoyo político se ha convertido en imprescindible. La disminución del control de Moscú sobre muchos nombramientos en el seno de la nomenklatura ha reforzado las tendencias hacia el clientelismo.
La mayoría de escritos de Oleg Jlevniuk sobre la URSS de Stalin se apoyan sobre documentos hechos públicos a partir de los años 2000 (correspondencias personales, borradores del Comité Central, memorias y entrevistas con antiguos funcionarios y miembros del Politburó, etc.).
Según Alain Blum, Jlevniuk es «uno de los historiadores rusos más originales de la generación joven». Nicolas Werth considera que sus trabajos han «renovado en profundidad nuestra comprensión de los mecanismos de la dictadura estalinista».
En 2015 publica una biografía de Stalin.

## Publicaciones
- Con Vladímir Aleksándrovich Kozlov: Начинается с человека: человеческий фактор в социалистическом строительстве. Итоги и уроки 30-х годов [Empieza con una persona: el factor humano en la construcción socialista. Resultados y lecciones de los años 30], Moscú, Izdátelstvo politícheskoi literatury, 1988. ISBN 5-250-00064-9

- Ударники первой пятилетки [Los udárniki del primer plan quinquenal], Moscú, Znanie, 1989. ISBN 5-07-000246-5
- 1937 год: противостояние [1937: confrontación], Moscú, Znanie, 1991. ISBN 5-07-001654-7
- 1937-й: Сталин, НКВД и советское общество [1937: Stalin, el NKVD y la sociedad soviética], Moscú, Respúblika, 1992. ISBN 5-250-01537-9
- Сталин и Орджоникидзе: конфликты в Политбюро в 30-е годы [Stalin y Ordzhonikidze: conflictos en el Politburó en los años 30], Moscú, Rossiya Molodaya, 1993. ISBN 5-86646-047-5
- Con R. W. Davies: The Role of Gosplan in Economic Decision-making in the 1930s, Birmingham, University of Birmingham, 1993.
- Con Alexandre Kvachonkine, Larissa Kocheleva, y Larissa Rogovaïa, Le Politburo stalinien dans les années 30, recueil de documents, Moscú, AIRO-XX, 1995.
- In Stalin's Shadow: The Career of "Sergo" Ordzhonikidze, Armonk (Nueva York), M. E. Sharp, 1995.
- Con Alexandre Kvachonkine, Larissa Kocheleva y Larissa Rogovaïa, La Direction bolchevik, correspondance, 1912-1927, Moscú, ROSSPEN, 1996.
- Политбюро. Механизмы политической власти в 1930-е годы [Politburó. Mecanismos de poder político en la década de 1930], Moscú, ROSSPEN, 1996, ISBN 5-86004-050-4
  - Traducción al francés: Le cercle du Kremlin : Staline et le Bureau politique dans les années 30 : les jeux du pouvoir, París, Seuil, 1996.
- Con Víktor P. Danílov et al. (eds.): Comment a-t-on détruit la NEP — sténogramme des plénums du CC PC(b) — 1928-1929, 5 vols., Moscú, 2000.
- The History of the Gulag. From Collectivization to the Great Terror, New Haven, Yale University Press, 2004.
- Con Serguéi Vladímirovich Mirónenko: Заключённые на стройках коммунизма. ГУЛАГ и объекты энергетики в СССР. Собрание документов и фотографий [Los prisioneros en lugares de construcción del comunismo. El GULAG y las instalaciones energéticas en la URSS. Colección de documentos y fotografías], Moscú, ROSSPEN, 2008. ISBN 978-5-8243-0918-8
- Хозяин. Сталин и утверждение сталинской диктатуры [El patrón. Stalin y el establecimiento de la dictadura estalinista], Moscú, ROSSPEN, 2010, ISBN 978-5-8243-1314-7
- Con Yoram Gorlizki: Cold Peace: Stalin and the Soviet Ruling Circle, 1945–1953, Oxford University Press, 2004.
  - Traducción al ruso: Холодный мир. Сталин и завершение сталинской диктатуры [Paz fría. Stalin y el fin de la dictadura estalinista], Moscú, ROSSPEN, 2011. ISBN 978-5-8243-1536-3
- Сталин. Жизнь одного вождя [Stalin. La vida de un líder], Moscú, Corpus, 2015. ISBN 978-5-17-087722-5
  - Traducción al inglés: Stalin: New Biography of a Dictator, Yale University Press, 2015. ISBN 9780300163889
  - Traducción al francés: Staline, Belin, 2017, prefacio de Nicolas Werth.